# Fitarikandro
Fitarikandro, właśc. Fitarikandro Soa Firegnina Fianarantsoa – madagaskarski klub piłkarski mający swą siedzibę w mieście Fianarantsoa. 
Zespół Fitarikandro tylko raz zdobył tytuł mistrza Madagaskaru (1968).
Rok po zdobytym tytule mistrzowskim, zespół Fitarikandro brał udział w Afrykańskiej Lidze Mistrzów. W pierwszej rundzie zmierzył się z mistrzem Tanzanii, czyli Young Africans SC. Madagaskarczycy wygrali u siebie 2–0, jednak przegrali w Tanzanii aż 1–4. Madagaskarscy piłkarze przegrali w dwumeczu 3–4 i odpadli z turnieju.

## Sukcesy
- I liga[3]:
  - mistrzostwo (1):  1968.

## Występy w afrykańskich pucharach
| Sezon | Rozgrywki       | Runda | Kraj     | Klub              | Dom | Wyjazd | Dwumecz |
| ----- | --------------- | ----- | -------- | ----------------- | --- | ------ | ------- |
| 1969  | Puchar Mistrzów | 1     | Tanzania | Young Africans SC | 2–0 | 1–4    | 3–4     |

## Stadion
Domowe mecze klub rozgrywa na stadionie o nazwie Stade d’Fianarantsoa w Fianarantsoa, który może pomieścić 5000 widzów.